# Pachycephala cinerea
El silbador de manglar (Pachycephala cinerea) es una especie de ave paseriforme de la familia Pachycephalidae.

## Distribución y hábitat
Es endémica de la región indomalaya: Bangladés, Brunéi, Camboya, las Filipinas, India, Indonesia, Laos, Malasia, Myanmar, Singapur, Tailandia y Vietnam.

## Subespecies
Se reconocen las siguientes según IOC:
- P. c. cinerea: desde el noreste de la India hasta Indochina y las islas mayores de la Sonda;
- P. c. plateni: Palawan.